# Црква Преображења Господњег у Подновљу
Црква Преображења Господњег у Подновљу, насељеном месту на територији општине Добој, припада Епархији зворничко–тузланској Српске православне цркве.

## Историјат
Црква Преображења Господњег у Подновљу је димензија 16×7 метара. Грађена је 1987—1991. године, темеље је освештао 1988. епископ зворничко-тузлански Василије Качавенда, а новоизграђену цркву 1991. године. Током одбрамбено-отаџбинског рата је оштећена 8. маја 1992. године гранатом коју су испалиле хрватске војне јединице из Клакара. Црква Преображења Господњег је обновљена 1999. године, иконостас од иверице је израдио Саво Кривокапић из Добоја. Икона Тајне вечере и престоне иконе су пренесене са иконостаса старе цркве, а остале иконе на иконостасу је осликала Горанка Илић из Шамца. Генерално је обновљена у току 2020. године, иконостас је израдио Младен Радовановић из Копривне, а цркву је осликао Горан Пешић из Чачка. Освештање је извршио епископ зворничко-тузлански Фотије Сладојевић 1. новембра 2020. године.